# Петар Дукљански
Петар Дукљански је први по имену познати архонт (кнез) српске раносредњовековне државе Дукље. Претпоставља се да је владао током 10. века, што се закључује на основу стилских одлика његових печата са грчким натписима.
Главни историјски извор за историју кнежевине Дукље у раном средњем веку, историографски спис De administrando imperio из средине 10. века, не помиње поименично ни једног дукљанског кнеза, тако да се поменути печати сматрају јединим поузданим изворима о Петровој личности, која је довођена у везу и са извесним кнезом Петриславом из знатно познијег Љетописа попа Дукљанина.

## Оловни печат дукљанског архонта Петра
Дукљански архонт Петар је постао познат на основу оловног печата, којег је 1884. године описао француски византолог Густав Шлумберже (фр. Gustave Schlumberger).
На печату је грчки натпис, који гласи:
| +ΠΕΤΡ(Ο)Υ ΑΡΧΟΝΤΟΣ ΔΙΟΚΛ(Ε)ΙΑ(Σ) ΑΜΗΝ | +Петра, архонта Дукље. Амин. |  |

У историографији су постојале различите претпоставке о времену настанка поменутог печата, тако да је и владавина архонта Петра била датира различито, у широком распону од друге половине 9. века, до друге половине 10. века. Упоредном сфрагистичком анализом стилских карактеристика, дошло се до закључка да печат потиче из 10. века, што значи да је архонт Петар владао Дукљом у том периоду.

## Бронзани печат дукљанског архонта Петра
Други печат архонта Петра пронађен је у средњовековној тврђави Облун, која се налази у близини Скадарског језера. Печат је израђен од бронзе (17 mm ширине 3 mm дебљине). На аверсу се налази представа Светог Ђорђа, а на реверсу је грчки натпис, који се разрешава као: Κύριε βοήθει τῷ σῷ δούλῳ Πέτρῳ, што у преводу гласи: Господе спаси слугу твојег Петра. По стилским карактеристикама, печат потиче из 10. века и близак је претходно описаном печату.

## Подаци из Љетописа попа Дукљанина
Поједини истраживачи су овог дукљанског кнеза доводили у везу са извесним подацима из Љетописа попа Дукљанина, који је написан знатно касније. Љетопис садржи казивање о кнезу Петриславу, за кога се у том извору каже да је био отац познатог дукљанског кнеза и светитеља Јована Владимира (у. 1016). Према претпоставкама појединих истраживача, Петрислав је био дукљански кнез од 971. до 990. године; по новијој хронологији, владао је до око 1000. године. По томе би Петрислав био први дукљански владар чије је постојање и материјално доказано.
Према истом Љетопису, отац Петрислава се звао Хвалимир и владао је Травунијом, Захумљем и Дукљом, која је обухватала двије области: Зету и Подгорје. Петрислав (најстарији син) наслиједио је Зету, његов млађи брат Драгомир Травунију и Захумље. Најмлађем, Мирославу је припало Подгорје. Послије погибије Мирослава, Петрислав је преузео власт и над Подгорјем. Владао је Дукљом до краја живота, кад га је наслиједио син Јован Владимир. Петрислав би био сахрањен је у цркви манастира Пречисте Богородице Крајинске, на подручју данашње општине Бар.